# Brendan Barber
Pour les articles homonymes, voir Barber.
Brendan Barber, né le 3 avril 1951, est un syndicaliste britannique. Il est le secrétaire général du Trades Union Congress (TUC) de juin 2003 à la fin 2012. 

## Biographie
Après des études à la City University de Londres jusqu'en 1974, il est chercheur pendant un an au Ceramics, Glass and Mineral Products Industry Training Board. Puis il entre au TUC en  1975 comme policy officer. En 1979, il prend la tête du service de presse et d'information du TUC. En 1987, il devient responsable du département Organisation et Relations avec l'Industrie, puis Deputy General Secretary en 1993.
Il remplace John Monks comme secrétaire général. Il est fait pair à vie le 20 janvier 2025, et entre à la chambre des Lords.